# Letiště a Lilienthal-Centrum Stölln
Letiště Stölln/Rhinow je zvláštní místo přistání poblíž Rhinow v zemském okrese Havolsko v Braniborsku. Provozovatelé jej označili za nejstarší letiště na světě.[zdroj?] Průkopník letu Otto Lilienthal se pokoušel o první lety právě ve Stöllnu. Téměř o století později zde přistávalo vyřazené letadlo a je nyní moderní památkou. Malé muzeum ve vesnici poskytuje informace o počátcích lidského létání.
Letová oblast v Gollenbergu u Stölln / Rhinow byla oblastí pro klouzavý trénink pro průkopníka letu Otto Lilienthala z roku 1894 a místo jeho smrtelné havárie v roce 1896. Lilienthal našel ideální cvičební místo s tehdy zalesněným Gollenbergem: „... písčitý kopec vysoký nejméně dvacet metrů, který padá ze všech stran, což umožňuje seskok jakýmkoli směrem.“
Pro turisty je toto místo dobře přístupné i z Havelské cyklostezky. Mohou si prohlédnout model letadla i zhlédnout film. V muzeu jsou připraveny čtyři tematické výstavy, které představují jak dílnu a informace z oblasti letectví, tak také dějiny bratrů Lilienthalů.